# Bruebach
Bruebach település Franciaországban, Haut-Rhin megyében. Lakosainak száma 1050 fő (2022. január 1.). Bruebach Flaxlanden, Steinbrunn-le-Bas, Landser, Eschentzwiller, Zimmersheim, Rixheim, Riedisheim és Brunstatt-Didenheim községekkel határos.

## Népesség
A település népességének változása:
| Lakosok száma | 1033 | 1059 | 1085 | 1061 | 1057 | 1052 | 1048 | 1044 | 1050 |
|               | 2013 | 2015 | 2016 | 2017 | 2018 | 2019 | 2020 | 2021 | 2022 |